# Zelena Balka, Oleksandria
Zelena Balka (în ucraineană Зелена Балка) este un sat în comuna Proletarske din raionul Oleksandria, regiunea Kirovohrad, Ucraina.

## Demografie
Componența lingvistică a localității Zelena Balka
     Ucraineană (96%)
     Rusă (4%)
Conform recensământului din 2001, majoritatea populației localității Zelena Balka era vorbitoare de ucraineană (96%), existând în minoritate și vorbitori de rusă (4%).